# Буромльська сотня
Буромльська (Буромська) сотня — адміністративно-територіальна та військова одиниця за Гетьманщини. Сотений центр містечко Буромка (нині село Велика Бурімка).

## Історія
Сформована у складі Іркліївського полку весною 1648 року між Городищенською сотнею Лубенського і Оржицькою сотнею Іркліївською полку. За Зборівською угодою 1649 р. 16 жовтня сотня ліквідована, а склад і поселення відійшли до Городищенської, Яблунівської та Оржицької сотень Кропивнянського полку.
У 1663—1667 роках сотня, після відновлення Іваном Брюховецьким, перебувала у складі Переяславського полку.